# 4542 Моссотті
4542 Моссотті (4542 Mossotti) — астероїд головного поясу, відкритий 30 січня 1989 року.
Тіссеранів параметр щодо Юпітера — 3,218.